# Magic Smoke
Magic Smoke (engl. für: Magischer Rauch, auch Blue Smoke) wird scherzhaft eine fiktive Substanz genannt, die für das Funktionieren von elektrischen Bauelementen verantwortlich sein soll.

## Hintergrund

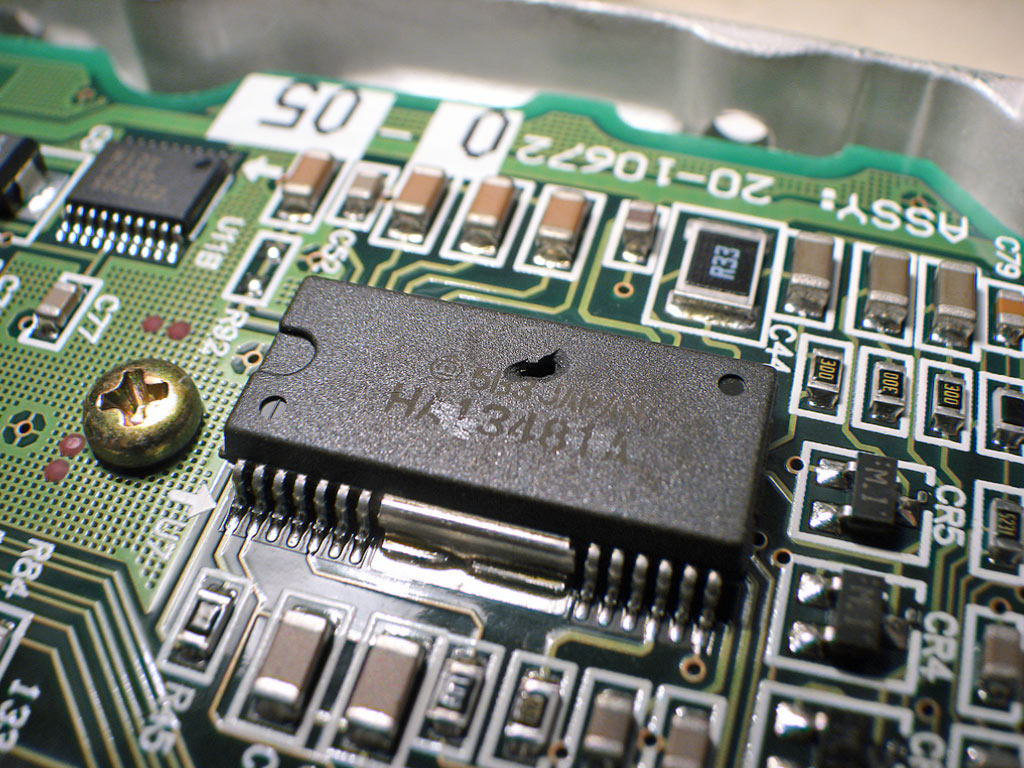
Ein funktionsunfähiges elektronisches Bauelement, nachdem der Magic Smoke ausgetreten ist.

Bei falscher Beschaltung können elektronische Bauelemente unter deutlich wahrzunehmender Rauchentwicklung zerstört werden. Das gilt nicht nur für Halbleiterbauelemente wie Transistoren oder Integrierte Schaltkreise, sondern auch für Kondensatoren, insbesondere Elektrolytkondensatoren, Transformatoren oder sogar Leiterplatten. Durch die verschiedenen chemischen Bestandteile dieser Bauelemente ist der Rauch bei der Zerstörung oft farbig, was den „magischen“ Eindruck unterstreicht.
Dem Witz nach werden elektronische Bauelemente bei der Herstellung mit einer bestimmten Menge des magischen Rauchs befüllt. Dieser sei für das Funktionieren des Bauelements verantwortlich. Entweicht der Rauch aus dem Bauelement, sei dieses defekt und funktioniere nicht mehr. Dieser Witz ist ein Spiel mit der Kausalität: Wenn ein Bauelement „abraucht“, also den magischen Rauch freisetzt, funktioniert das Bauelement nicht mehr, ergo ist der Rauch für die Funktion verantwortlich. Mitunter wird auch erwähnt, dass der magische Rauch nicht wieder zurück in das Bauteil „gefüllt“ werden kann, das Bauteil also irreparabel zerstört ist.

## Gebrauch
Das erste Einschalten einer neuen Baugruppe wird oft auch Smoke Test genannt, weil hier Schaltungsfehler wie falsch gepolte Kondensatoren durch ihre mit Rauchentwicklung verbundene Zerstörung auffallen. Es wird in diesem Fall vom Rauch rauslassen (engl.: Letting the smoke out) oder dem Abrauchen eines Bauelements gesprochen.
Der Begriff wurde in verschiedenen Fachbüchern oder Handbüchern aufgegriffen.